# Euparkerella robusta
Espèce
Statut de conservation UICN

 VU B1ab(iii) : Vulnérable
Euparkerella robusta est une espèce d'amphibiens de la famille des Craugastoridae.

## Répartition
Cette espèce est endémique de l'État d'Espírito Santo au Brésil. Elle se rencontre à environ 70 m d'altitude dans la municipalité de Mimoso do Sul.

## Publication originale
- Izecksohn, 1988 : Algumas consideracoes sobre o genero Euparkerella, com a descricao de tres novas especies (Amphibia, Anura, Leptodactylidae). Revista Brasileira de Biologia, vol. 48, no 1, p. 59-74.